# ترابری در اصفهان
کلانشهر اصفهان دارای انجمن‌های صنفی حمل و نقل کالا و مسافر است.منطقه کلانشهر اصفهان و استان اصفهان قطب حمل و نقل ایران است که ، نزدیک به ۳۵ هزار کامیون و ۵۰ هزار راننده در آن مشغول به فعالیت هستند. طولانی ترین کریدور شرق-غرب کشور از داران و الیگودرز آغاز شده و پس از عبور ۷۰۰ کیلومتر از اصفهان به طبس ختم می شود که دارای اهمیت است. 

## پل ها و بزرگراهها
پلهای مهم شهر اصفهان بر روی زاینده رود، پل وحید، پل آذر اصفهان، پل غدیر، پل فلزی ، پل فردوسی و پل بزرگمهر هستند.
هزینه اجراي  طرح  پل چهارم روگذر اصفهان به تهران ۱۲۰ميليارد تومان است.
در مسیر پروژه حلقه چهارم حفاظتی شهر، ۲۳ تقاطع غیر همسطح وجود دارد که پل آفتاب ۱۰ ماهه احداث و مورد بهره برداری قرار گرفت و پروژه مجموعه پل‌های سردار شهید سپهبد سلیمانی نیز برنامه ریزی شده.
آزادراه شرق اصفهان از آزادراه چالوس به تهران و پس از آن به اصفهان، سپس شیراز و در نهایت بوشهر وصل می‌شود. قطعه به طول ۱۱۶ کیلومتر حدفاصل اصفهان تا ایزدخواست، در ادامه سه قطعه نطنز تا پلیس‌راه مبارکه، ساخته می‌شود. این پروژه حدفاصل آزاد راه نطنز - اصفهان تا اتصال به بزرگراه اصفهان- نایین به طول ۶۳ کیلومتر است که بار حمل و نقل کریدور شمال جنوب را از مجاورت شهر اصفهان هدایت می‌کند.
از سال ۱۳۹۳ تاکنون مجموع جاده‌های ساحلی احداث شده از شرق تا غرب اصفهان در دو طرف رودخانه زاینده رود ۱۰۰ کیلومتر است.

## آزادراه‌های اصفهان
- آزادراه نطنز-اصفهان

- آزادراه کنارگذر شرقی اصفهان
- آزادراه کنارگذر غربی اصفهان
- آزادراه اصفهان-شیراز
- آزادراه اصفهان-شاهین‌شهر (آزادراه معلم)
- آزادراه اصفهان-زرین‌شهر (ذوب آهن)

## گمرک و باربری
گمرک اصفهان از لحاظ صادرات و واردات جزء ۲۰ گمرک برتر کشور استاین شهر به دلیل قرارگرفتن در مرکز کشور، شاهراه حیاتی جریان تجارت در کشور است و این باعث شده گلوگاه‌های مبارزه با قاچاق کالا را برعهده داشته باشد.تا ۳ تیر ۱۳۹۹ بر اساس گزارش اعضای هیئت مدیره با بررسی عملکرد و شاخص‌های برنامه استراتژیک (BSC)، اداره کل پست استان اصفهان در بین ادارات و مناطق پستی کشور رتبه سوم را کسب نمود.حمل و نقل کالا و بار در شهر اصفهان و حومه آن توسط سازمان مدیریت شهرداری نظارت می‌شود.

## راه‌آهن  و پایانه‌های اتوبوس
ایستگاه‌های مهم راه‌آهن اصفهان را می‌توان سیستان، زرین شهر، حسن‌آباد، کاشان، بادرود و دیزیچه دانست.
اصفهان ۵ پایانه سفرهای زمینی بیرونشهری دارد. پایانه کاوه، پایانه صفه، پایانه زاینده رود، پایانه صمدیه و پایانه جی

## فضای پارکینگ
تا ۱۳۹۷ در شهر اصفهان ۱۱۰ پارکینگ و بیش از ۱۵ هزار فضای پارک خودرو در پارکینگ‌های شهر اصفهان وجود دارد.

## دوچرخه سواری
تا ۱۳۹۹ اصفهان ۴۲ ایستگاه دوچرخه و ۶ مسیر امن دوچرخه سواری دارد.یکی از بالاترین مقامهای دولت نمایندگی ولایت فقیه و امام جمعه موقت یوسف طباطبایی نژاد مخالف دادن حق دوچرخه سواری زنان در شهر اصفهان است.
خطوط دوچرخه سواری شامل 
كنار گذر خيابان آذر (خيابان جابرانصاري)
آمادگاه، سپه، استانداري
خيابان چهار باغ عباسي(از میدان انقلاب تا میدان شهداء)
كنار گذر خيابان شهيد مطهري (از انقلاب تا پل فلزي) است.

## اتوبوسرانی و تاکسیرانی

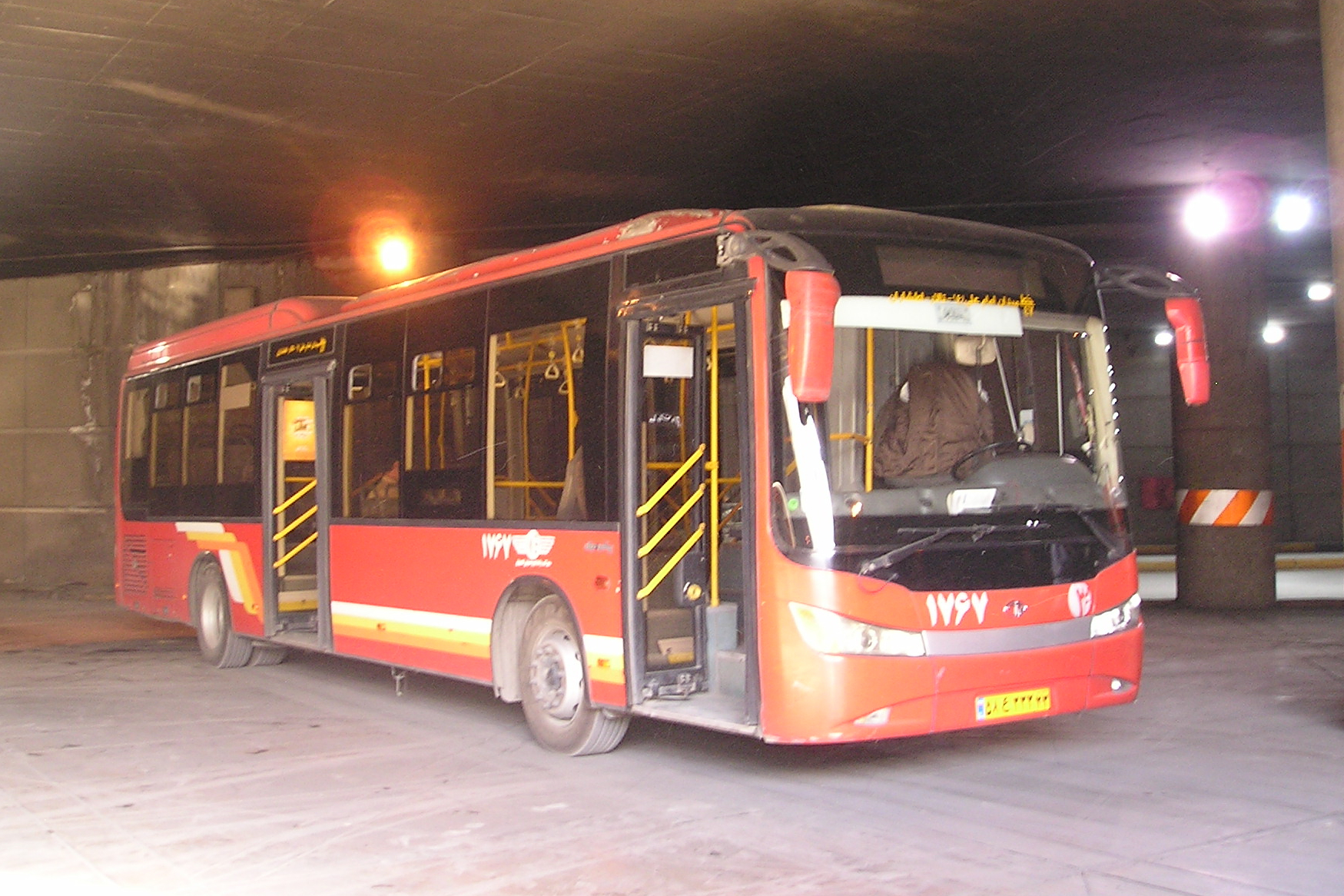
اتوبوس بی آر تی اصفهان

برنامه های شرکت اسنپ و تپسی در شهر سرویس میدهند.

در ۱۳۹۵ ۲۵ هزار تاکسی برای سازمان تاکسیرانی شهرداری کار می‌کنند.شهر ۱۱۵ خط تاکسی دارد. ۱۰۰ خط اتوبوسرانی و ۹۰۰ اتوبوس وجود دارد. چهار خط اتوبوس بی آر تی BRT در اصفهان کار می‌کند.

## فرودگاه

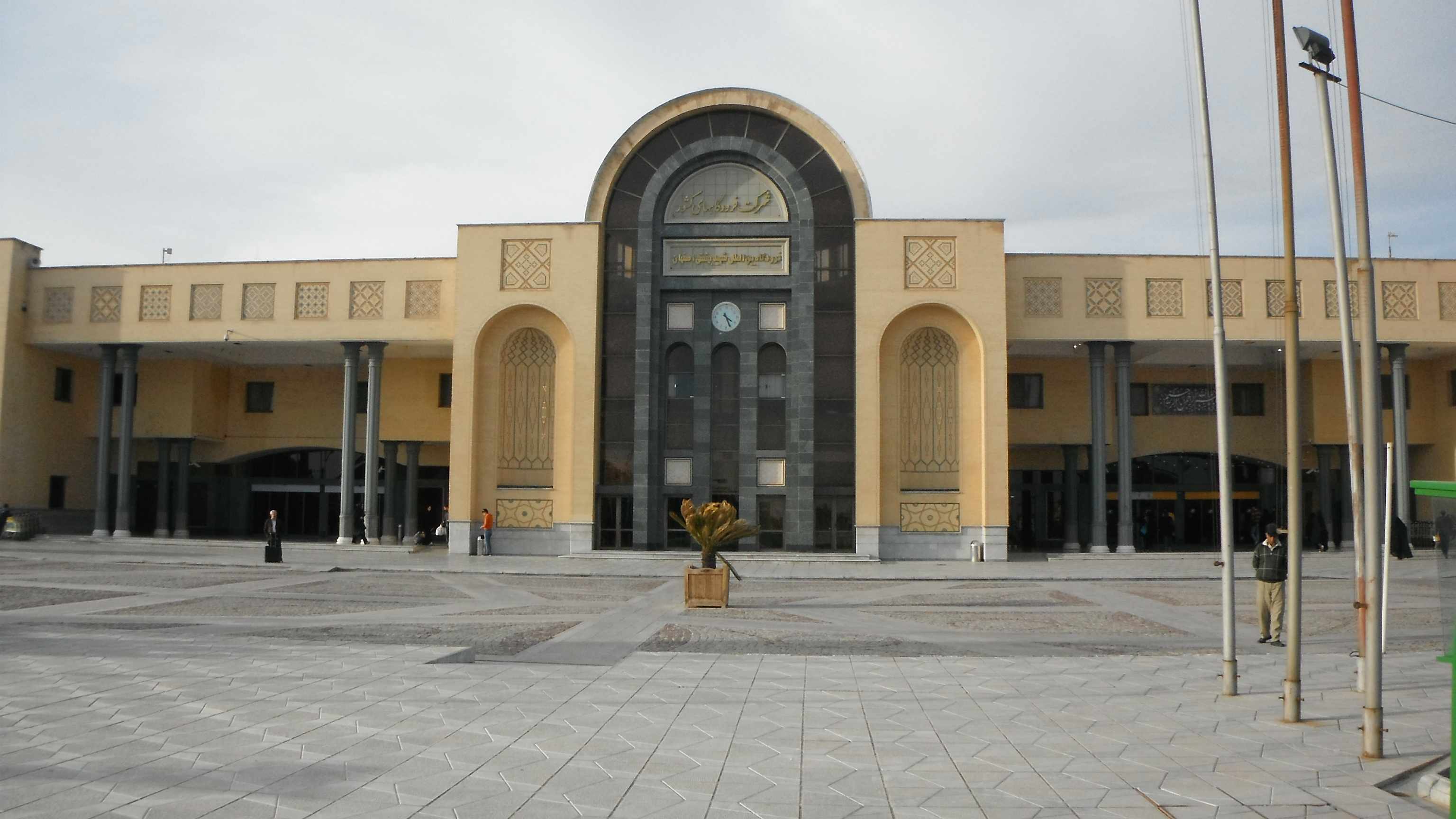
فرودگاه شهید بهشتی اصفهان

فرودگاه بین‌المللی اصفهان که «شهید بهشتی» نام دارد، در شمال شرقی شهر و در ۱۸ کیلومتری مرکز اصفهان واقع شده‌است.در سال ۹۷ اصفهان شرکت هواپیمای مسافربری قشم را خرید.
تأسیس این فرودگاه در سال ۱۳۶۱ اجرایی شده‌است و از این فرودگاه روزانه ۶۰ پرواز در مسیرهای ورودی و خروجی و ۳۰۰ پرواز هفتگی به ۳۰ مقصد در داخل و خارج از ایران صورت می‌گیرد که هر هفته۴۰ هزار مسافر از طریق این فرودگاه مسافرت می‌کنند. این فرودگاه یکی از پر رفت‌وآمدترین فرودگاه‌های کشور است.

## قطار شهری

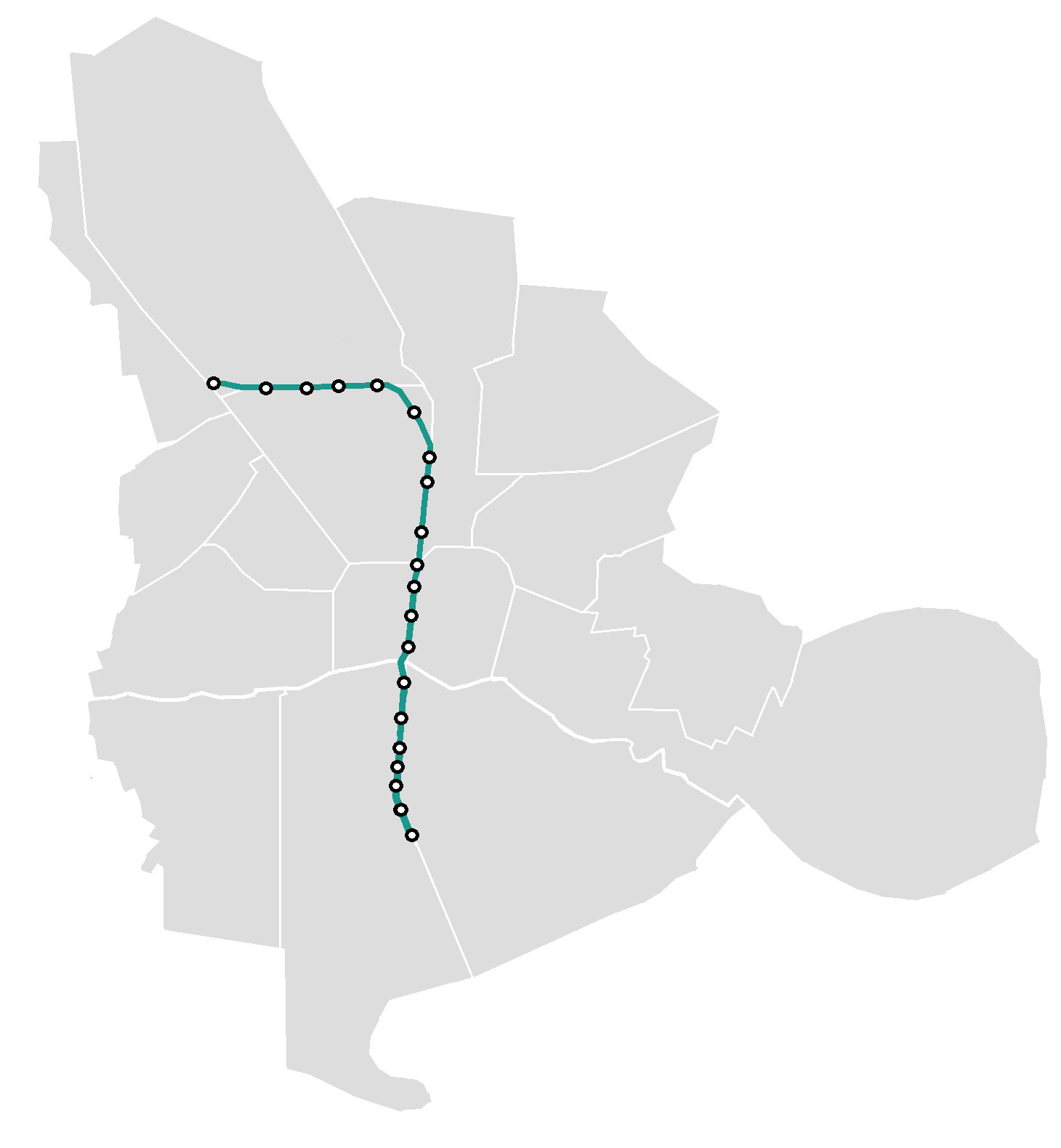
نقشه خط ١ متروی اصفهان

متروی اصفهان به عنوان چهارمین سامانه قطار شهری در ایران پس از مترو تهران و مترو مشهد و متروی شیراز شناخته می‌شود. شبکه درون‌شهری مترو دارای ۵ خط جداگانه می‌باشد. خط شماره یک شمالی - جنوبی و دارای بیست و یک ایستگاه است. این خط از شمال غربی آغاز شده و به کوه صفه در جنوب ختم می‌شود. خط شماره دو نیز محور شرقی - غربی دارد که بیست و یک ایستگاه را شامل می‌شود. این خط از شمال شرقی آغاز می‌شود و تا خمینی شهر ادامه می‌یابد. خط شماره سه از فولادشهر در جنوب غرب اصفهان آغاز شده و در ایستگاه میدان آزادی به پایان می‌رسد. خط شماره چهار دنباله خط اول تا بهارستان و شهر مجلسی می‌باشد و خط شماره پنج هم دنباله خط اول از سمت شمال به سمت شاهین شهر می‌باشد. هم‌اکنون هر سه فاز خط شماره یک حدفاصل شهرک قدس تا پایانه صفه برای استفاده عموم دایر است. 
در طراحی ایستگاه‌های قطار شهری اصفهان سعی شده از معماری مطابق با الگوهای بناهای تاریخی شهر اصفهان استفاده شود.
این شبکه به سبب گذر از منطقه‌های باستانی این شهر با مخالفان بسیاری همراه گشته و تاکنون به منطقه‌های باستانی همانند: خیابان چهار باغ و سی و سه پل آسیب رسانده‌است.

### ترام
تفاهم نامه ساختن ترام اصفهان برای فاصله ی میدان جمهوری تا میدان آزادی با قرارگاه خاتم الانبیا امضا شده.